# Jaroslav Martynjuk
Jaroslav Petrovyč Martynjuk (in ucraino Ярослав Петрович Мартинюк?; Vinnycja, 20 febbraio 1989) è un calciatore ucraino, centrocampista del Dinaz Vyšhorod in prestito dal Metalist 1925.

## Carriera

### Club
Ha giocato nella prima divisione dei campionati ucraino, bielorusso, uzbeko e cipriota.

### Nazionale
Ha giocato nelle nazionali giovanili ucraine Under-16, Under-17, Under-18 ed Under-19.